# Rubén Fernández
Rubén Fernández Andújar (Múrcia, 1 de março de 1991) é um ciclista profissional espanhol. Desde 2021 corre para a equipa Cofidis.

## Biografia

### Categorias inferiores
Em 2012 o Chato completou a sua terceira temporada em equipas do norte de Espanha. Na primeira correu no Koplad-Uni2 de David Etxebarría e em 2010 se enrolou no Caja Rural, onde deu o salto de qualidade que lha permitiu dar o salto ao profissionalismo.
O murciano realizou em 2012 uma temporada de sucesso na equipa amador do Caja Rural. O ciclista conseguiu a vitória na primeira prova da Copa da Espanha da categoria Sub-23 disputada em Dom Benito (Extremadura), bem como os triunfos em Villatuerta (Navarra), Circuito do Guadiana, Troféu Fornecimentos Monjardín, Campeonato Regional Contrarrelógio, Busturiako Udala Saria e Martin Deunaren Saria. Ademais disputou os Campeonatos da Espanha de Ciclismo em Pista com a Seleção de Múrcia, onde foi segundo nas especialidades de Madison e de Perseguição. Devido a esses resultados destacados foi seleccionado para disputar o Tour de l'Avenir.

### Ciclismo profissional
Suas vitórias conseguidas em 2012 valeram-lhe para ganhar-se a confiança dos seus diretores assinando para a temporada de 2013 com a equipa navarro do Caja Rural, de categoria Profissional Continental dando assim o salto ao profissionalismo, o corredor conhecido no pelotão como 'El Escayolas', assina um contrato por dois anos com a equipa estabelecida em Navarra.

#### Tour do porvenir
Em 2013, consegue vencer no Tour de l'Avenir depois de uma exibição na etapa rainha e pôr-se de líder, coisa que aguentou até final da corrida. Com esta vitória, consegue entrar num elenco no que já figuravam grandes ciclistas como Greg LeMond, Miguel Induráin, Laurent Fignon ou mais recentemente, Nairo Quintana. A destacar que chegou depois de só disputar a Volta a Portugal como preparação devido a um rompimento da clavícula.

#### A Volta 2016
Rubén fazia seu estreia na Volta a Espanha em 2016. Na terceira etapa foi segundo depois de uma grande ascensão ao Olhador de Ézaro a poucos segundos do primeiro. Ao sacar-lhe tempo aos demais favoritos, pôs-se líder da Volta, sendo Valverde segundo a 7" de Rubén.
As lesões marcaram suas duas últimas campanhas no Movistar Team, com diversos problemas físicos que lhe impediram render a um alto nível.
Em 2020 mudaria de ares e assinou pela Fundação Euskadi, chegando estar convocado com a seleção espanhola.

#### Cofidis
a 24 de setembro de 2020 fez-se oficial seu contrato pela esquadra francesa Cofidis por duas temporadas a partir de 2021.

## Palmarés

### Pista
- 2010
  - Campeonato da Espanha Perseguição por Equipas (fazendo equipa com Luis León Sánchez, Pablo Aitor Bernal e Eloy Teruel)

- 2011
  - 2.º no Campeonato da Espanha Perseguição por Equipas (fazendo equipa com Pablo Aitor Bernal, Fernando Reche e Eloy Teruel) 
  - 3.º no Campeonato da Espanha Madison (fazendo casal com Eloy Teruel)

- 2012   
  - 2.º no Campeonato da Espanha Perseguição por Equipas (fazendo equipas com Pablo Aitor Bernal, Salvador Guardiola e Eloy Teruel) 
  - 2.º no Campeonato da Espanha Madison (fazendo casal com Eloy Teruel)

### Estrada
- 2013
  - Tour de l'Avenir, mais 1 etapa

## Resultados em Grandes Voltas
Durante a sua carreira desportiva tem conseguido os seguintes postos nas Grandes Voltas:
| Corrida | Corrida         | 2013 | 2014 | 2015 | 2016 | 2017 | 2018 | 2019 | 2020 | 2021 |
| ------- | --------------- | ---- | ---- | ---- | ---- | ---- | ---- | ---- | ---- | ---- |
|         | Giro d'Italia   | —    | —    | 62.º | —    | —    | 85.º | —    | —    | —    |
|         | Tour de France  | —    | —    | —    | —    | —    | —    | —    | —    | 84.º |
|         | Volta a Espanha | —    | —    | —    | 33.º | Ab.  | —    | —    | —    | —    |

—: não participa

Ab.: abandono

## Equipas
- Caja Rural (2013-2014)
- Movistar Team (2015-2019)
- Euskaltel-Euskadi[5] (2020)
  - Cofidis (2021-)